# Rezidualna jaka nuklearna sila
Nuklearna sila ili rezidualna jaka nuklearna sila je sila koja deluje između dva ili više nukleona. Nuklearna interakcija podrazumeva mehanizam nuklearne sile, odnosno opis na koji način nukleoni interaguju jedni s drugima što se kao posledica manifestuje kao fizički merljiva veličina, nuklearna sila.
Nuklearna sila je sila koja veže protone i neutrone u atomskom jezgru. Na pozitivno naelektrisane protone koje čine jezgro deluje Kulonova sila i bez prisustva neke druge jake sile, jezgro bi se odmah raspalo. Međutim, jaka kratkodometna nuklearna sila deluje privlačno na sve nukleone u jezgru i tako čini jezgro na okupu. Veličina atomskih jezgara određena je rastojanjem na kojem nuklearna sila postaje odbojna, zato što čim se nukleoni približe na manje rastojanje, odbijanje postaje vrlo jako.
Nuklearna interakcija se smatra posledicom jake interakcije, pa je prema tome i dobila naziv. Razumevanje nuklearne interakcije zasnovano je na eksperimentima rasejanja i na poznavanju nuklearnih vezivnih energija lakih jezgara.

## Osobine
Nuklearna sila je kratkodometna i deluje privlačno na nukleone na rastojanjima od oko 1 fm (1x10−15 metara). Nuklearna sila eksponencijalno opada sa rastojanjem i postaje zanemarljiva već na rastojanjima od 2.5 fm. Na rastojanjima ispod 0,7 fm nuklearna sila postaje odbojna.
Formula za izračunavanje nuklearne sile nije jednostavna, jer je to tenzorska veličina koja uključuje spinove nukleona i može da zavisi od relativnog impulsa nukleona.

## Fejnmanov dijagram
Delovanje nuklearne sile se može objasniti kao razmena lakih mezona, kao što su pioni.